# الجول يرامس

تعديل مصدري - تعديل

الجول يرامس هي إحدى قرى عزلة جعار بمديرية خنفر التابعة لمحافظة أبين، بلغ تعداد سكانها 398 نسمة حسب تعداد اليمن لعام 2004.